# Knobbelbollenzweefvlieg
De knobbelbollenzweefvlieg (Eumerus funeralis) is een vliegensoort uit de familie van de zweefvliegen (Syrphidae). De wetenschappelijke naam van de soort is voor het eerst geldig gepubliceerd in 1822 door Meigen.